# Lake Tanglewood
Lake Tanglewood è un villaggio degli Stati Uniti d'America della contea di Randall nello Stato del Texas. La popolazione era di 796 persone al censimento del 2010. Fa parte dell'area metropolitana di Amarillo.

## Geografia fisica
Secondo lo United States Census Bureau, il villaggio ha una superficie totale di 3,83 km², dei quali 2,86 km² di territorio e 0,97 km² di acque interne (25,37% del totale).

## Società

### Evoluzione demografica
Secondo il censimento del 2010, c'erano 796 persone.

### Etnie e minoranze straniere
Secondo il censimento del 2010, la composizione etnica del villaggio era formata dal 98,37% di bianchi, lo 0,13% di afroamericani, lo 0,13% di nativi americani, lo 0,38% di asiatici, lo 0% di oceanici, lo 0,5% di altre razze, e lo 0,5% di due o più etnie. Ispanici o latinos di qualunque razza erano il 2,51% della popolazione.